# Erwin (Nowy Jork)
Erwin – miasto w Stanach Zjednoczonych, w stanie Nowy Jork, w hrabstwie Steuben.